# Trémery
Trémery là một xã trong vùng Grand Est, thuộc tỉnh Moselle, quận Metz-Campagne, tổng Vigy. Tọa độ địa lý của xã là 49° 14' vĩ độ bắc, 06° 13' kinh độ đông. Trémery nằm trên độ cao trung bình là 178 mét trên mực nước biển, có điểm thấp nhất là 160 mét và điểm cao nhất là 238 mét. Xã có diện tích 7,53 km², dân số vào thời điểm 1999 là 1146 người; mật độ dân số là 152 người/km². Trémery nằm khoảng 20 Kilometer về phía bắc của Metz.

## Thông tin nhân khẩu
| 1962 | 1968 | 1975 | 1982 | 1990 | 1999  |
| ---- | ---- | ---- | ---- | ---- | ----- |
| 353  | 482  | 774  | 764  | 816  | 1 146 |